# Nowe Wierzbno
Nowe Wierzbno – część miasta i osiedle Konstancina-Jeziorny (SIMC 0920775), w województwie mazowieckim, w powiecie piaseczyńskim. Jest to najdalej na południe wysunięta część miasta, położona między Nowym Czarnowem a Łyczynem. Od północy graniczy z Konstancinem a od zachodu z Cegielnią-Chylice.
Północną część obszaru stanowi osiedle domów jednorodzinnych, a południowa część jest zalesiona przez zachodnie połacie Chojnowskiego Parku Krajobrazowego. Na samym południu, wzdłuż strugi Mała, rozpościera się obszar o nazwie Wielka Łąka, który specyficznym klinem wrzyna się aż do samej Borowiny. Jest to zarazem najdalej na południe wysunięty punkt Konstancina-Jeziorny.
Nowe Wierzbno wykształciło się w czasach PRL, kiedy to należało do gromady Chylice w powiecie piaseczyńskim w woj. warszawskim. W związku z utworzeniem osiedla Nowe Wierzbno, sąsiednią historyczną wieś Wierzbno przemianowano na Stare Wierzbno.
W związku z reaktywowaniem gmin 1 stycznia 1973 Nowe Wierzbno weszło w skład nowo utworzonej gminy Konstancin-Jeziorna.
1 sierpnia 1977 Nowe Wierzbno (a także Cegielnię-Chylice, Cegielnię-Obory, Skolimów C, Skolimów Wieś i Stare Wierzbno) wyłączono z gminy Konstancin-Jeziorna i włączono do Konstancina-Jeziorny.